# Adriano Jagušić
Adriano Jagušić (Koprivnica, 6 settembre 2005) è un calciatore croato, centrocampista dello Slaven Belupo.

## Carriera

### Club
Cresciuto nel settore giovanile dello Slaven Belupo, dal 2014 al 2021 ha militato nel settore giovanile della Dinamo Zagabria prima di far ritorno nella squadra della sua città natale. Ha debuttato in prima squadra il 13 agosto 2023 nell'incontro di prima divisione croata vinto 3-0 contro l'Hajduk Spalato ed ha segnato il suo primo gol in competizioni professionistiche il 18 maggio 2024 nella sfida persa 3-2 proprio contro la Dinamo Zagabria.

### Nazionale
Ha giocato con la nazionale croata Under-21.

## Statistiche

### Presenze e reti nei club
Statistiche aggiornate al 25 luglio 2025.
| Stagione             | Squadra              | Campionato           | Campionato | Campionato | Coppe nazionali | Coppe nazionali | Coppe nazionali | Coppe continentali | Coppe continentali | Coppe continentali | Altre coppe | Altre coppe | Altre coppe | Totale | Totale | Totale |
| Stagione             | Squadra              | Comp                 | Pres       | Reti       | Comp            | Pres            | Reti            | Comp               | Pres               | Reti               | Comp        | Pres        | Reti        | Pres   | Reti   |        |
| -------------------- | -------------------- | -------------------- | ---------- | ---------- | --------------- | --------------- | --------------- | ------------------ | ------------------ | ------------------ | ----------- | ----------- | ----------- | ------ | ------ | ------ |
| 2023-2024            | Slaven Belupo        | HNL                  | 12         | 1          | CC              | 0               | 0               | -                  | -                  | -                  | -           | -           | -           | 12     | 1      |        |
| 2024-2025            | Slaven Belupo        | HNL                  | 27         | 3          | CC              | 6               | 3               | -                  | -                  | -                  | -           | -           | -           | 33     | 6      |        |
| Totale Slaven Belupo | Totale Slaven Belupo | Totale Slaven Belupo | 39         | 4          |                 | 6               | 3               |                    | -                  | -                  |             | -           | -           | 45     | 7      |        |
| Totale carriera      | Totale carriera      | Totale carriera      | 39         | 4          |                 | 6               | 3               |                    | -                  | -                  |             | -           | -           | 45     | 7      |        |